# Nebulus
Nebulus, in Nordamerika Tower Toppler, auch Subline (Italien), Castelian, Kyorochan Land, ist ein Jump-’n’-Run-Spiel aus dem Jahr 1987. Es wurde für Heimcomputer und Spielekonsolen veröffentlicht. Der originale Entwickler war John M. Phillips unter dem Dach von Triffix Entertainment Inc. und den Publishern Hewson Consultants sowie U.S. Gold. Das Spiel ist auch heute noch verfügbar, etwa über den C64 DTV oder als Download für eine Emulation in der Spielkonsole Wii. Weiterhin existieren teils freie Klone.
Außergewöhnlich ist die Bewegung des Spieles: Die Spielfigur bleibt stets im Mittelpunkt des Bildschirmes, während sich der Turm nach oben und unten bewegt oder sich um sich selbst dreht. Der bei der Drehung des Turmes umgesetzte 3D-Effekt stellt ein grafisch herausragendes Merkmal des Spieles dar.
Die originale Version des Spiels wurde von den Kritikern gelobt, wobei hier speziell die C64-Version zu erwähnen ist, die vom britischen Magazin ZZAP!64 die Goldmedaille verliehen bekam. In den 1990er-Jahren folgte mit Nebulus 2 auf dem Amiga und dem Atari ST eine weitaus weniger bekannte Fortsetzung.

## Spielgeschehen
Held des Spiels ist eine Figur namens Pogo, die laufen und kurze Sprünge vollführen kann. Des Weiteren ist es ihr möglich, einige der Hindernisse abzuschießen.
Ziel des Spieles ist es, jeden der aus dem Wasser ragenden Türme innerhalb einer jeweils vorgegebenen Zeit zu besteigen. In der Originalfassung waren dies je acht, bei zwei verschiedenen Missionen. Punkte gibt es dabei vor allem für die gewonnene Höhe während der Turmbesteigung, für das Abschießen von Hindernissen und während der U-Boot-Fahrt zum nächsten Turm für das Fangen von Fischen. Für die erreichten Punkte gibt es neue Leben.
Die Türme sind außen von Trittplatten umgeben, auf denen man sich fortbewegt. Einige dieser Plattformen sind instabil und zerbrechen, wenn man auf sie tritt. Andere wiederum können abgeschossen werden, zum Beispiel um den Weg frei zu machen, oder sie führen ein Eigenleben – Pogo gerät auf ihnen unkontrolliert ins Rutschen. Daneben gibt es auch Fahrstühle, mit denen man nach oben und nach unten fahren kann. An vielen Stellen führen Gänge quer durch den Turm.
Neben den Fallen und Schwierigkeiten, die der Turm an sich bereits bietet, gibt es zahlreiche weitere Hindernisse, denen man ausweichen muss, wie beispielsweise springende Kugeln. Bei Berührung eines solchen Hindernisses verliert Pogo das Gleichgewicht und purzelt ein paar Etagen nach unten oder, wenn er Pech hat, direkt ins Wasser. Ein Sturz ins Wasser führt, ebenso wie das Ablaufen der Zeitvorgabe, zum Verlust eines Lebens.
Ein besonderes Hindernis stellt ein von Zeit zu Zeit auftauchendes Objekt dar, das von links oder rechts kommend quer über den Bildschirm fliegt und dabei nicht der Drehung des Turmes folgt, wodurch das Ausweichen oft erschwert wird. An einigen Stellen muss man dieses Objekt ausnutzen, um durch gezieltes Stürzen an sonst nicht erreichbare Stellen des Turmes zu gelangen.

## Veröffentlichungen
- Die relativ früh unterstützten Heimcomputer waren ZX Spectrum, Amstrad CPC, Commodore 64, Commodore Amiga, Atari ST und Acorn Archimedes.
  - Es gibt weiterhin eine unvollendete Version für Atari XE/XL.
  - Im Jahr 2004 wurde das Spiel für den C64 Direct-to-TV erneut veröffentlicht.
  - Am 20. (oder 13.) Juni 2008 erfuhr die C64-DTV-Version ihre Rückkehr in die europäische Spielewelt über den Download-Dienst Virtual Console für die Spielkonsole Wii. Für Nordamerika geschah dies am 4. Mai 2009.[1]
- Es wurden auch Versionen für die Spielekonsolen Game Boy, Nintendo Entertainment System und Atari 7800 veröffentlicht.

## Anekdoten
- Im selben Monat, in dem das Spiel veröffentlicht wurde, war geplant eine Demo im Magazin Zzap!64 per Datenkassette beizulegen. Auf Grund eines Fehlers beim Erstellen der Kopiervorlage landete die Vollversion auf dem Datenträger, sodass alle Leser diese Vollversion gratis erhielten.

## Abgeleitete Werke
Der Name der Startdatei des Spiels Perestroika lautete toppler.exe und auch das Design der zugehörigen Spielfigur ähnelte sehr stark derjenigen von Tower Toppler.
Es existieren Klone des Spiels für z. B. Linux oder das iPhone.

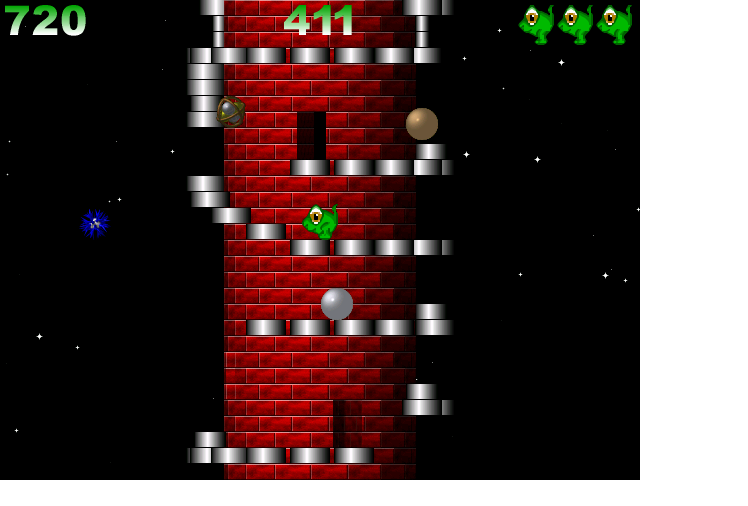
Tower Toppler GPL v2

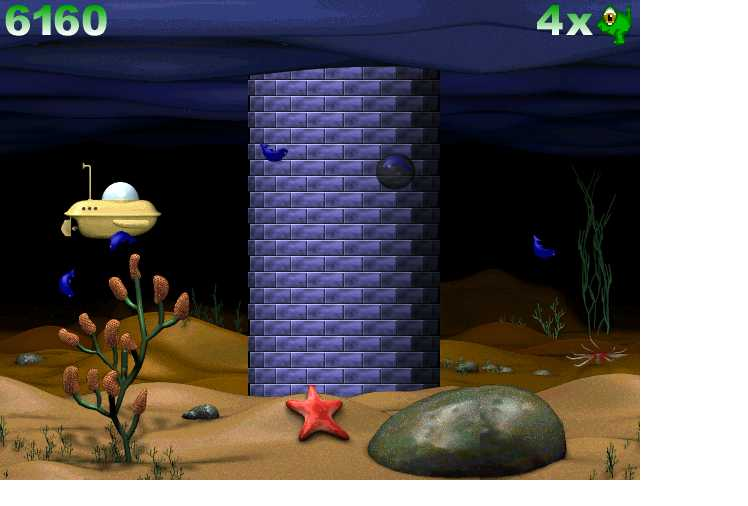
Tower Toppler GPL v2

Eine Klon-Variante, die der freien Lizenz GPL v2 unterliegt, ist die von Andreas Röver. Die Variante hatte das Licht der Öffentlichkeit belegbar seit mindestens Februar 2003 erblickt und sah ihre letzte offizielle Veröffentlichung im Juli 2007. Trotz dem Mangel an aktuellen Binärdateien und dem Rückzug von Röver aus dem Projekt geht die Entwicklung und die Fehlerbereinigung offenkundig weiter voran. Die Grundlage bildet eine eigenständig entwickelte Code-Basis, eine Sammlung von Grafiken und Sounds sowie ein Level-Editor. Das gesamte Projekt basiert heute auf der Spiele-Bibliothek SDL und wurde bereits auf Windows, Linux, Mac OS X und BeOS erfolgreich getestet. Mehrere Linux-Distributionen haben das Paket in ihre Medien und ihr Update-System aufgenommen. Die Entwicklung selbst geht auf der Plattform SourceForge unter dem Stichwort „toppler“ voran, wobei für die Selbstbezeichnung mehrfach „Tower Toppler“ bemüht wird.

## Rezeption
Für die deutsche Power Play stellte Redakteur Boris Schneider die Vermutung auf, dass sich die Entwicklung des Spiels rund um die Idee der sich drehenden Türme ergeben habe. Das Magazin stellte den hohen Schwierigkeitsgrad des Spiels heraus und bewertete es als „fesselnd“ und „technisch hervorragend“.